# 亚历克斯·波塔尔
亚历克斯·波塔尔（法語：Alex Portal；2002年2月12日—）是法国残疾人游泳运动员，曾参加2020年夏季残疾人奥林匹克运动会和2024年夏季残疾人奥林匹克运动会，累计获得四银二铜。

## 生平
亚历克斯·波塔尔2002年2月12日生于圣日耳曼昂莱。他和他的弟弟基利安·波塔尔均患有先天性眼白化病，视力不佳。亚历克斯五岁时在CN Pecq俱乐部练习游泳，七岁时加入“西部游泳圈”（Cercle des nageurs de l'ouest）参加游泳比赛。他曾就读于列奥纳多达芬奇管理学院商学院。
亚历克斯在2016年登记为残疾人游泳运动员前与健全人同台竞技。他曾参加全法锦标赛，不久入选国家队。作为一名S13级游泳运动员，亚历克斯在2019年世锦赛获得两枚奖牌，取得东京残奥会入场券。残奥会期间，他获得了400米自由泳铜牌和200米混合泳银牌。2021年9月，总统马克龙授予他法國國家功績勳章。
2022年世锦赛，亚历克斯获得四枚奖牌（含一面金牌）。次年，他又获得三金一银。在400米自由泳比赛中，他摘获金牌，而自己的弟弟得到铜牌。
12月，波塔尔兄弟获得圣日耳曼昂莱颁发的5000欧元奖学金。2024年，城市入口设下路标以纪念两人成就。同年欧锦赛，亚历克斯获得四枚奖牌。两人双双参加巴黎残奥会，其中亚历克斯获得100米蝶泳、400米自由泳、200米混合泳银牌和100米仰泳铜牌。而在400米自由泳比赛中，他的弟弟基利安夺得铜牌。